# Fusor
En fusor er et apparat, som anvender et elektrisk felt til at opvarme ioner til kernefusion betingelser. Maskinen inducerer en spænding mellem to metalbure, i et vakuum. Positive ioner falder gennem dette spændingsfald, hvilket øger ionhastigheden. Hvis ionerne kolliderer i centrum, kan de fusionere.
En Farnsworth-Hirsch fusor er den mest almindelige fusortype.
Dette design kom fra arbejde udført af Philo T. Farnsworth i 1964 - og Robert L. Hirsch i 1967.
En fusorvariant er tidligere blevet foreslået af William Elmore, James L. Tuck og Ken Watson ved Los Alamos National Laboratory men de har aldrig bygget maskinen.
Fusorer er blevet bygget af forskellige institutioner. Disse inkluderer akademiske institutioner såsom University of Wisconsin–Madison,,
Massachusetts Institute of Technology
og myndighedsorganer, såsom Atomic Energy Organization of Iran og Turkish Atomic Energy Authority.
Fusorer er også blevet udviklet kommercielt, som neutronkilder af DaimlerChrysler Aerospace
og som en metode til at generere medicinske isotoper.
Fusorer er og blevet meget populære for hobbyister og amatører. Et stigende antal amatører har udført kernefusion ved at anvende simple fusormaskiner.